# 猛安・謀克
猛安（ミンガン）・謀克（ムケ、モウムケ）（女真文字： /miŋgan moumukə/）は、中国の金の支配民族女真族の社会組織・軍事組織、およびそれらの組織の指導者の役職名である。女真の間に元来行われていた社会制度を元に、1114年に金の太祖阿骨打によって創始された。この制度を指して猛安・謀克制と呼び、猛安と謀克はどちらも同名の役職によって管理されていた。
阿骨打によって統一される前の女真の諸部族はそれぞれ孛菫（ボギン）と呼ばれる族長に率いられており、戦時には率いる兵数に応じた称号が孛菫に与えられていた。また、猛安・謀克制と北魏の八部制、遼の二十部から構成される軍事組織、モンゴル帝国で実施された千戸制・百戸制、北アジアの遊牧民族の間で行われた軍事組織の編成法との関連も指摘されている。
猛安・謀克制は、兵士となることができる成年男子300人を含む300戸を1謀克とし、10謀克を1猛安として、女真族を編成する社会組織・軍事組織である。猛安は女真語で「千」を意味するming-kan、謀克は「族長」を意味するmukeの音訳とされており、時に猛安は「千戸」「千戸長」と意訳される。また、謀克は女真語で「族」を意味するmuhunと語源を同じくすると考えられている。猛安・謀克は平時には割り当てられた戸を管理し、戦時になると自前で武具と兵糧を用意し、自らの戸から徴収した兵士を率いて戦った。戦時には1謀克から100人の兵士が供出され、1猛安は1,000人の兵士で構成される。猛安・謀克の指導者の地位は世襲制で、世官と呼ばれることもある。
初期は金の支配下に置かれているすべての民衆に猛安・謀克制が適用されていたが、金の勢力が華北に及ぶと猛安・謀克は再編される。1125年に猛安・謀克制の対象を女真族・契丹族・北方の諸民族に限定し、他の民族の管理には州県制が適用された。契丹の猛安・謀克の指導者には契丹族を任命して世襲制が適用され、猛安・謀克制による契丹族への懐柔策は一定の成功を収めた。世宗の時期には相次ぐ契丹の反乱に対処するため、彼らも猛安・謀克制から除外される。
1142年に金と南宋の間に和約が結ばれた後、満州に居住していた女真族は猛安・謀克の組織を保ったまま華北に移住し、その数は1,000,000人に達すると言われている。河北・山東・河南の北部に移住した集団は一定の農地を与えられて耕作に従事し、戦争に備えた軍事訓練を行い、一部の集団は辺境の防衛や首都の警備を輪番で担当した。漢人に入り混じって華北に住む女真族は租税、耕作の面で国家から優遇され、漢人との間に紛争が起きた時には女真族に有利な裁定が下されることが多かった。海陵王によって会寧から燕京に遷都された後、女真族の華北への移住はより活発になる。
華北に移住した女真族は漢人の生活を模倣して南宋から物資を購入し、次第に漢人間の貨幣経済に組み込まれていき、貨幣経済の浸透は世宗期に起こる女真族の貧困化の一因となる。漢人との雑居によって尚武の気風を失った女真族は、経済的に困窮していく。1161年の海陵王の南宋遠征には多数の女真族の男子が動員され、働き手を失った女真族の没落はより進行する。海陵王の次に即位した世宗は困窮する女真族の救済に乗り出すが成果は上がらず、章宗の時期に華北に暮らす女真族の没落はより顕著になる。女真族を救済するために漢人が不利益を被る政策がとられることが多くなり、漢人の不満の増大が金の衰退の一因になったと考えられている。